# Wilhelm Wielandt

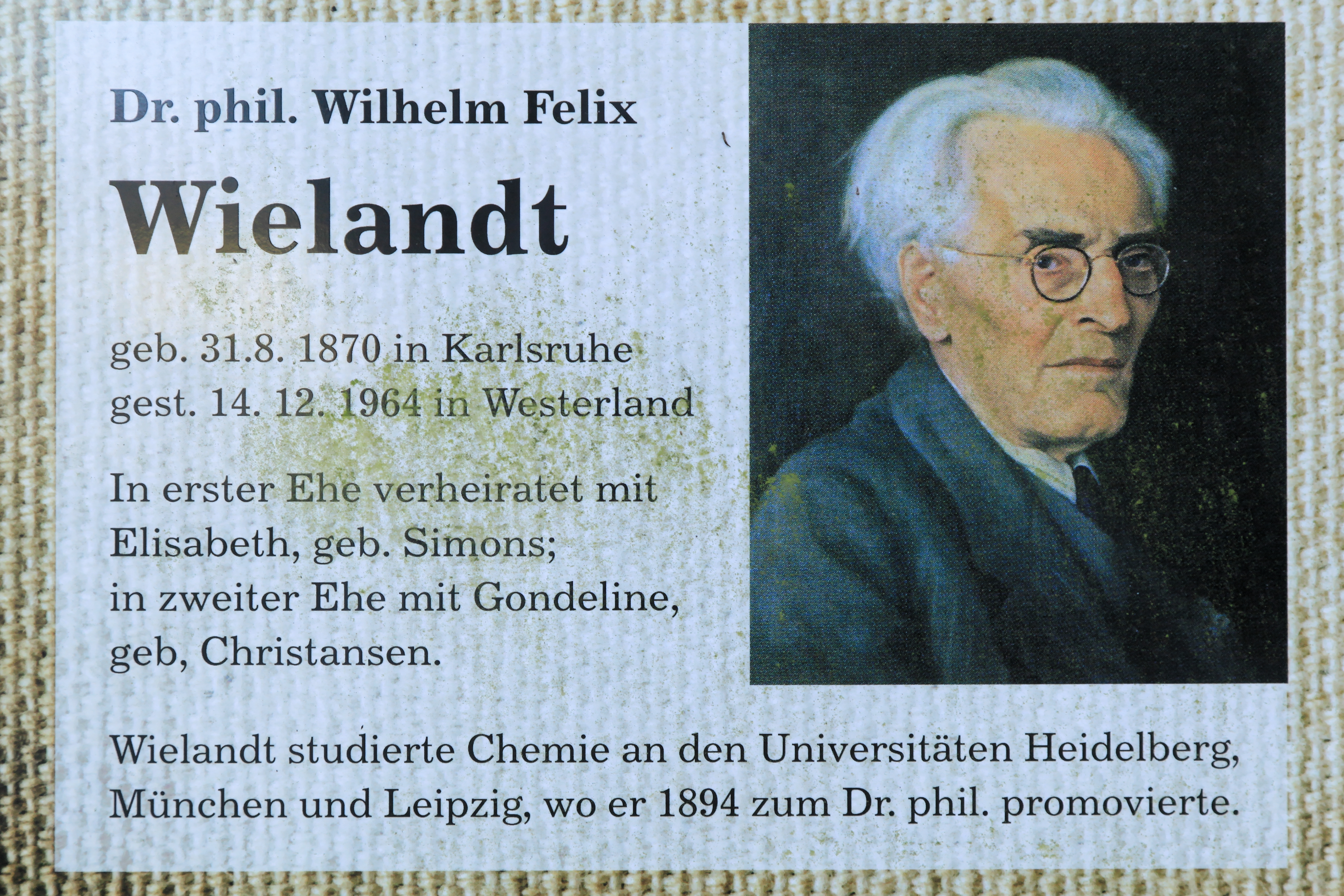
Informationstafel am Torfkokswerk in Elisabethfehn

Wilhelm Felix Wielandt (* 31. August 1870 in Karlsruhe; † 14. Dezember 1964 in Westerland) war ein deutscher Chemiker und Fabrikant.

## Leben
Der Sohn des Reichsgerichtsrats Karl Wielandt (1830–1914) besuchte das Gymnasium in Karlsruhe und studierte anschließend Chemie in Heidelberg, München und Leipzig. Dort promovierte er 1894. Nach Tätigkeiten in Kokereien in Gelsenkirchen und England war er wissenschaftlicher Assistent von Hans Bunte an der Technischen Hochschule Karlsruhe und stieß dort im August 1902 auf das Problem der Torfverkokung. In dem Chemiker Paul Höring fand er einen interessierten Mitarbeiter und Geldgeber. Nach Versuchen 1902 an der Technischen Hochschule in Oslo sowie an der Universität für Umwelt- und Biowissenschaften im norwegischen Ås wurden die Versuche 1903 nach Berlin verlegt und waren letztlich dort erfolgreich.
Im März 1903 konnten Höring und Wielandt ihr Verfahren zur Herstellung von Torfkoks vorstellen und ließen sich ihre Verfahren durch verschiedene Patente schützen. Nach der Patentierung gründete Wielandt im April 1905 in Elisabethfehn die Torfkoks GmbH. Nach der Aufbauzeit bis 1908 und vorübergehenden Verlusten verloren Wielandts Geldgeber das Interesse und er übernahm sämtliche Geschäftsanteile selbst. Die Firma verblieb bis zu seinem Tod unter Wielandts Leitung.

## Familie
Wielandt war zweimal verheiratet. Zunächst mit Elisabeth geb. Simons (1875–1925) und nach deren Tod mit Gondeline Christiansen (* 1895), der Tochter des Kapitäns Peter Georg Christiansen aus Westerland. Beide Ehen blieben kinderlos, das Paar adoptierte jedoch zwei Kinder.

## Ehrungen
- 1953: Großes Verdienstkreuz der Bundesrepublik Deutschland
- 1953: Ehrenbürger der Gemeinde Barßel
- 1953: Ehrenbürger der Technischen Hochschule Karlsruhe